# تيلي أستون
تيلي أستون (بالإنجليزية: Tilly Aston) (11 ديسمبر 1873، فيكتوريا في أستراليا - 1 نوفمبر 1947 في أستراليا)؛ كاتِبة، شاعرة وروائية أسترالية.